# Moliendo café/Chi sarà
Moliendo café/Chi sarà è il 42º singolo discografico di Mina, pubblicato nel 1961 dall'etichetta Italdisc, che anticipa l'album Moliendo café del 1962.

## Storia
Moliendo café è la cover, con l'arrangiamento di Piero Gosio, dell'originale di Hugo Blanco pubblicato nel 1961. Cantata da Mina sempre e solo in spagnolo, diventa titolo e brano d'apertura dell'album omonimo, pubblicato ad aprile dell'anno seguente. È stata inserita in svariate raccolte, negli stampati delle quali l'autore Hugo Blanco figura spesso con lo pseudonimo 'Korn'. Il DVD Gli anni Rai 1959-1962 Vol. 10, ultimo volume di un cofanetto monografico pubblicato da Rai Trade e GSU nel 2008, contiene i video di due versioni dal vivo cantate da Mina durante le registrazioni del varietà televisivo:
- Studio Uno 1961, 8ª puntata - canzone intera (durata 2:59)
- Studio Uno 1962, 12ª puntata - frammento (durata 0:44).

Chi sarà è una cover, cantata in italiano sul testo di Enzo Luigi Poletto con l'arrangiamento di Tony De Vita, del brano ¿Quién será?, inciso a inizio anni cinquanta da Pablo Beltrán Y Su Orquesta.
Entrambi i brani sono presenti nell'album ufficiale Moliendo café dell'anno seguente e nella raccolta su CD di tutti i singoli prodotti fino al 1964 Ritratto: I singoli Vol. 2 del 2010.
Mina è accompagnata da Tony De Vita con la sua orchestra.

## Copertina
È stato pubblicato con 4 copertine fotografiche differenti:
- col titolo del lato A tradotto in italiano: Macinando caffè (originale, 1ª edizione)
- 2ª edizione con sfondo arancione: fronte e retro
- 3ª edizione
- 4* edizione sul sito ufficiale dell'artista e il suo retro.

## Accoglienza
Il singolo porta Mina per la terza volta al vertice della classifica settimanale.
Sette settimane consecutive tra le prime tre canzoni e due al primo posto. Complessivamente tra i primi otto dischi per 13 settimane di fila, ne fanno tra il 1961 e il 1962 l'11º singolo più venduto in Italia.
| Classifica 1962 | Posizione | Settimane |
| --------------- | --------- | --------- |
| 7 aprile        | 6         | 1         |
| 14 aprile       | 7         | 1         |
| 21 aprile       | 8         | 1         |
| 28 aprile       | 4         | 1         |
| 5 maggio        | 6         | 1         |

| Data           | Posizione | Settimane |
| -------------- | --------- | --------- |
| 12 maggio      | 3         | 1         |
| 19 - 26 maggio | 1         | 2         |
| 2 giugno       | 3         | 1         |
| 9 - 16 giugno  | 2         | 2         |
| 23 giugno      | 3         | 1         |
| 30 giugno      | 4         | 1         |

## Tracce
Lato A
1. Moliendo café – 2:57 (testo: Hugo Blanco – musica: José Manzo Perroni, Hugo Blanco; edizioni musicali Curci)

La durata è spesso indicata 1:24, valore poco verosimile.
Lato B
1. Chi sarà (¿Quién será?) – 2:16 (testo: Enzo Luigi Poletto – musica: Pablo Beltrán Ruiz; edizioni musicali Southern Music)